# Fu-ťi

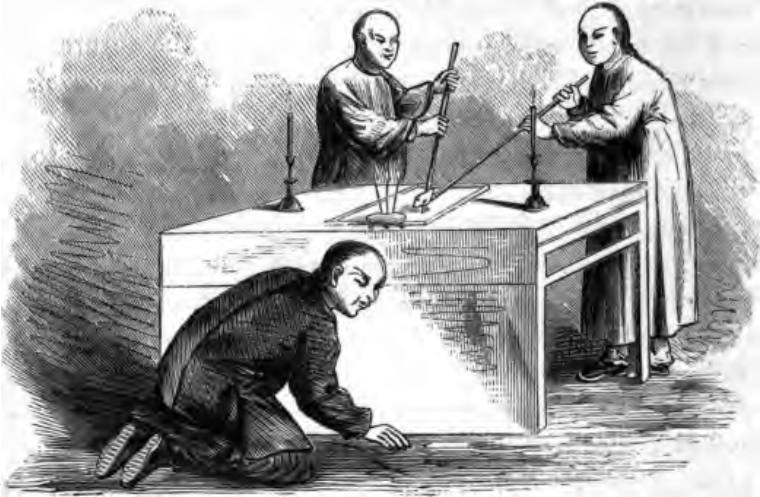
Metoda fu-ťi s využitím písku.

Fu-ťi (čínsky pchin-jinem s vyznačenými tóny fújī, znaky zjednodušené 扶乩, tradiční 扶箕) je metoda automatického psaní, sloužící k propojení člověka s duchovním světem. Praktikuje se v taoistických chrámech na Tchaj-wanu, v Hongkongu a některých svatyních lidových náboženství v Čínské lidové republice.

## Historie
Tento způsob komunikace s duchovním světem se rozšířil za dynastie Sung a dále se vyvíjel za dynastií Ming a Čching, ačkoliv byl Čchingským právním kodexem zakázán.
I když je těžké specifikovat, od jaké doby byla metoda fu-ťi považována za součást Taoismu, uvádí se, že se používala při psaní taoistických textů, jako například Lu-cu Wu-ťi Pao-čchan 呂祖無極寶懺 (Vzácné pokání patriarchy Lu) z období dynastie Čching.

## Postup

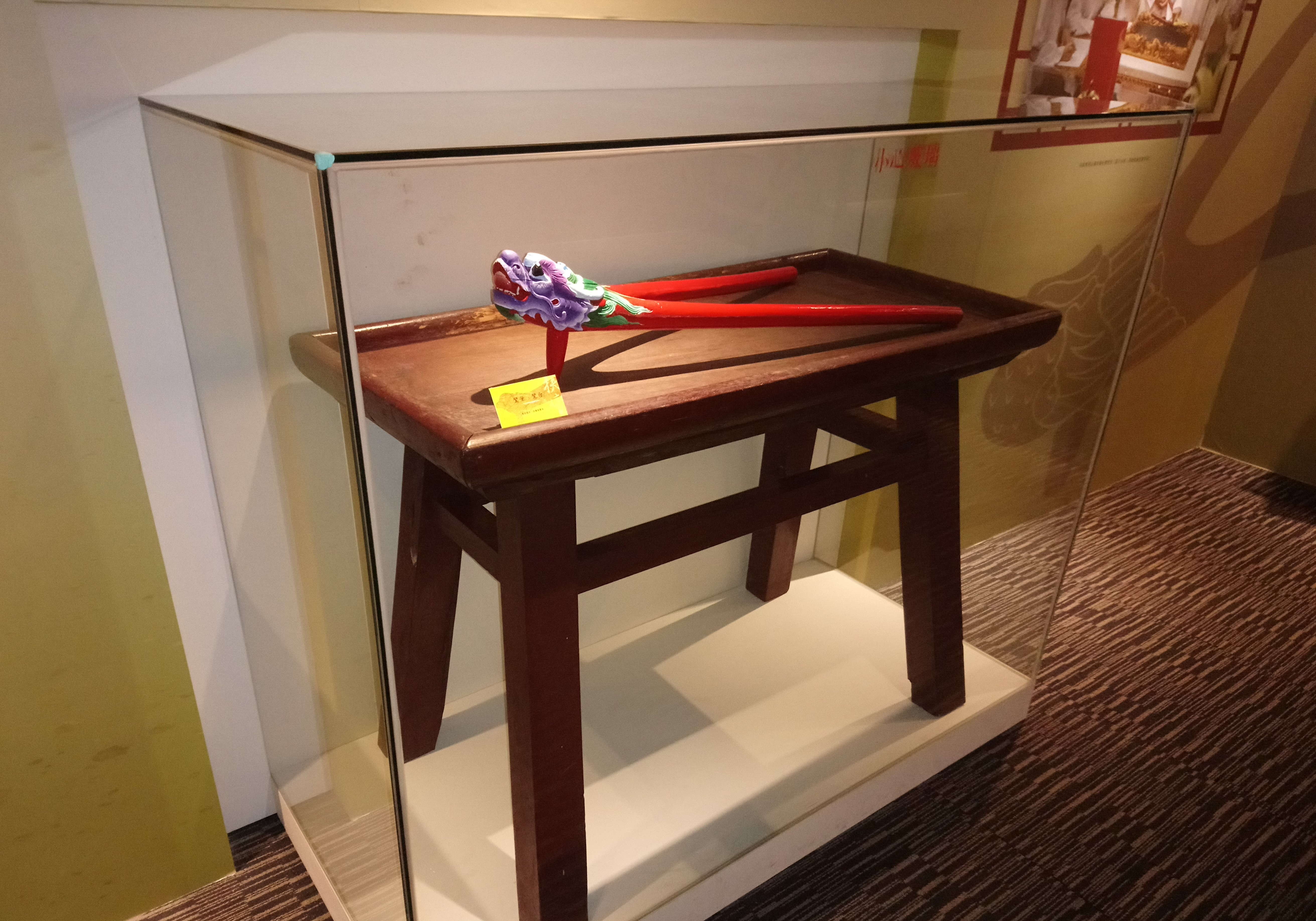
Nástroj k fu-ťi, vystaven v Muzeu Lan-jang na Tchaj-wanu.

Před zahájením fu-ťi se na znamení pozvání entity zapaluje kadidlo a papírový talisman, popřípadě speciální žlutý papír piao 表. Ke komunikaci se následně využívá nástroj, vyrobený ze tří tyčí. Dvě z nich jsou dlouhé přibližně devadesát centimetrů, spojené k sobě do tvaru písmene „V“. V místě jejich spojení, je v pravém úhlu připevněna kratší tyč, jejímž koncem se zapisují znaky a kreslí obrazce na desku s pískem, či popelem. Jako další způsob se uvádí zaznamenání znaků a obrazců na papír za pomoci štětce připevněného ke kratší tyči.
Ramena delších tyčí obvykle drží dvě osoby, známé jako fu-ťi-če 扶乩者, někdy ale drží celou konstrukci pouze jedna. Znaky interpretuje tu-ťi-če 讀乩者 a zapisuje čchao-ťi-če 抄乩者.

## Využití
Metoda fu-ťi se využívá k věštění. Intelektuálové ji v minulosti používali například k předpovídání otázek u zkoušek. V moderní době se lidé ptají na své podnikání, budoucnost v oblasti životních cest a vztahů. Pozornost se věnuje také předpovídání velkých změn ve společnosti. Fu-ťi využívají i lidé, kteří chtějí požádat o radu, jak se vypořádat se zdravotními problémy. Někteří taoisté, v minulosti i nyní, touto formou píší o principu tao.